# Grotenburg

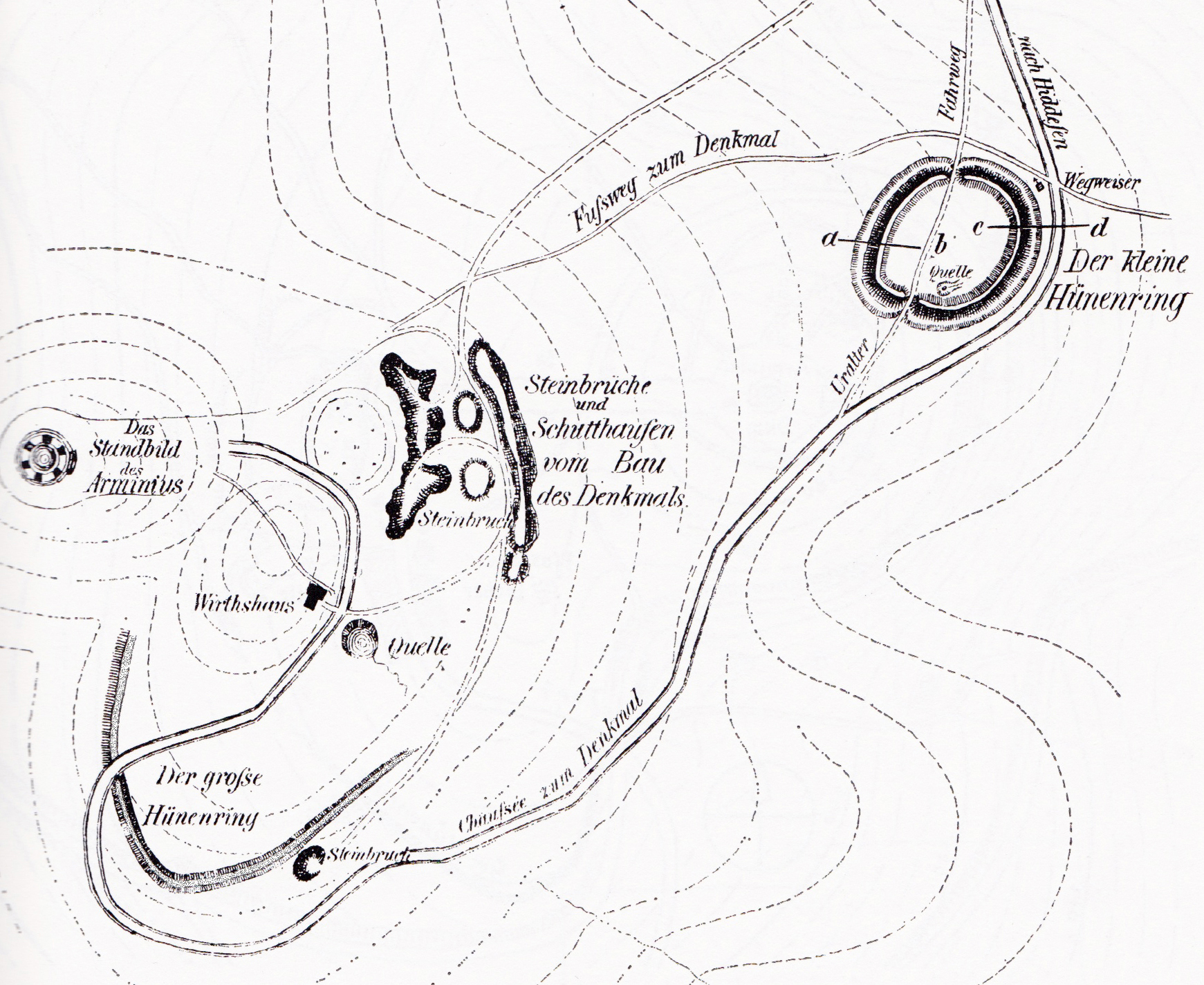
Kaart van de Grotenburg met de Grote en Kleine Hünenring

Grotenburg  is een 386 m hoge berg in het zuidoosten van het Teutoburgerwoud, in Detmold-Hiddesen, Kreis Lippe, Noordrijn-Westfalen (Duitsland). De Grotenburg is vooral bekend om het Hermannsdenkmal. Dat werd hier gebouwd omdat men in de negentiende eeuw dacht dat in deze regio de Slag bij het Teutoburgerwoud (9 na Chr.) zou hebben plaatsgevonden. 
Op de top van de berg bevinden zich restanten van een ringwal, die zich direct onder de huidige parkeerplaats bevindt en te bezichtigen is. Deze wallen maakten deel uit van een heuvelfort uit de late ijzertijd. Dit wordt de Grote Hünenring genoemd. De term Grotenburg zelf betekent Grote Burcht en verwijst direct naar de wallen.
Op de klimweg naar de monumentenplaats van de bergtop ligt de Kleine Hünenring, een middeleeuwse wal.

## Geschiedenis
In 783 versloeg de Saksische vorst Widukind hier een leger van de Franken.

## Galerij

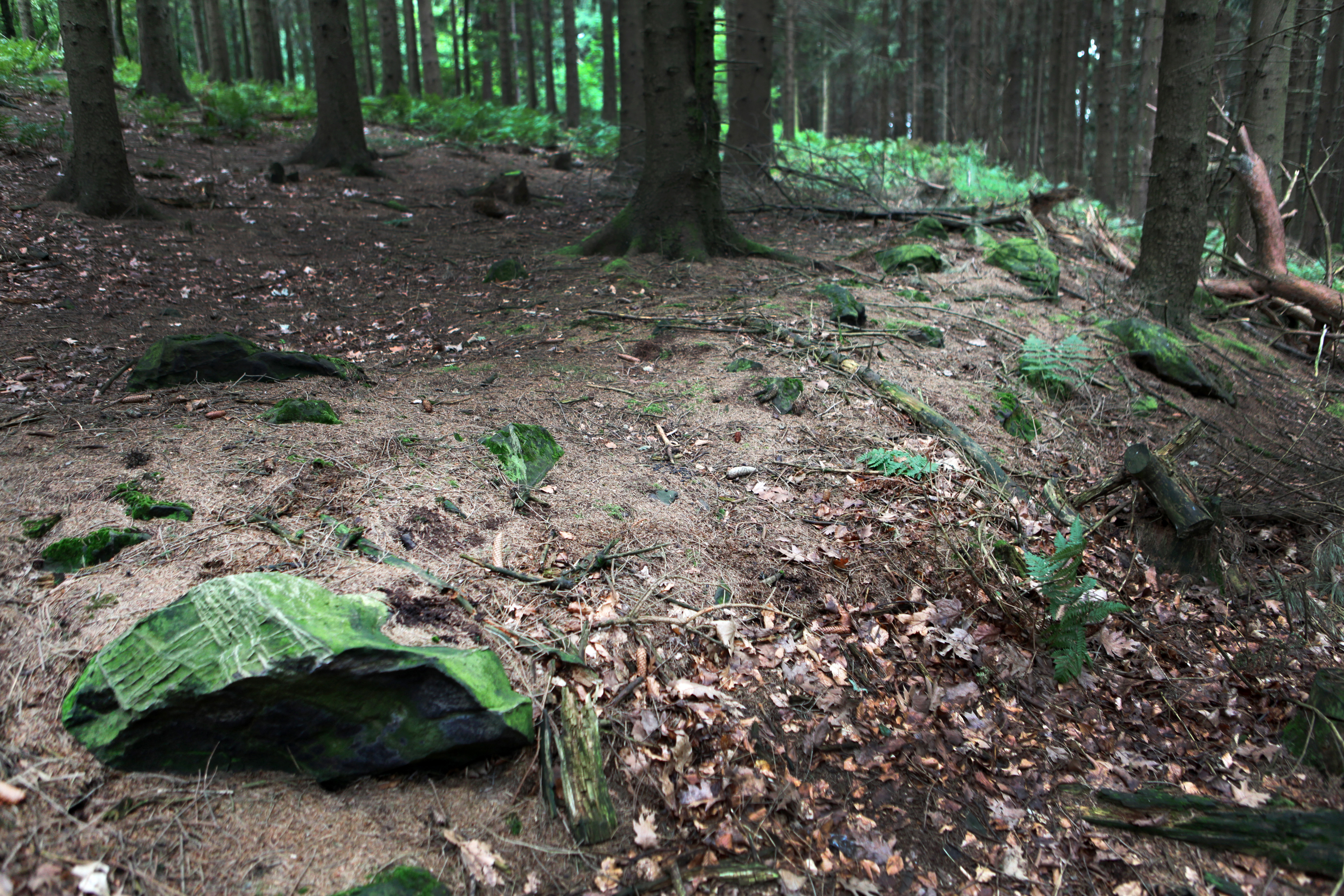
Restanten van de Großer Hünenring (onder de parkeerplaats)
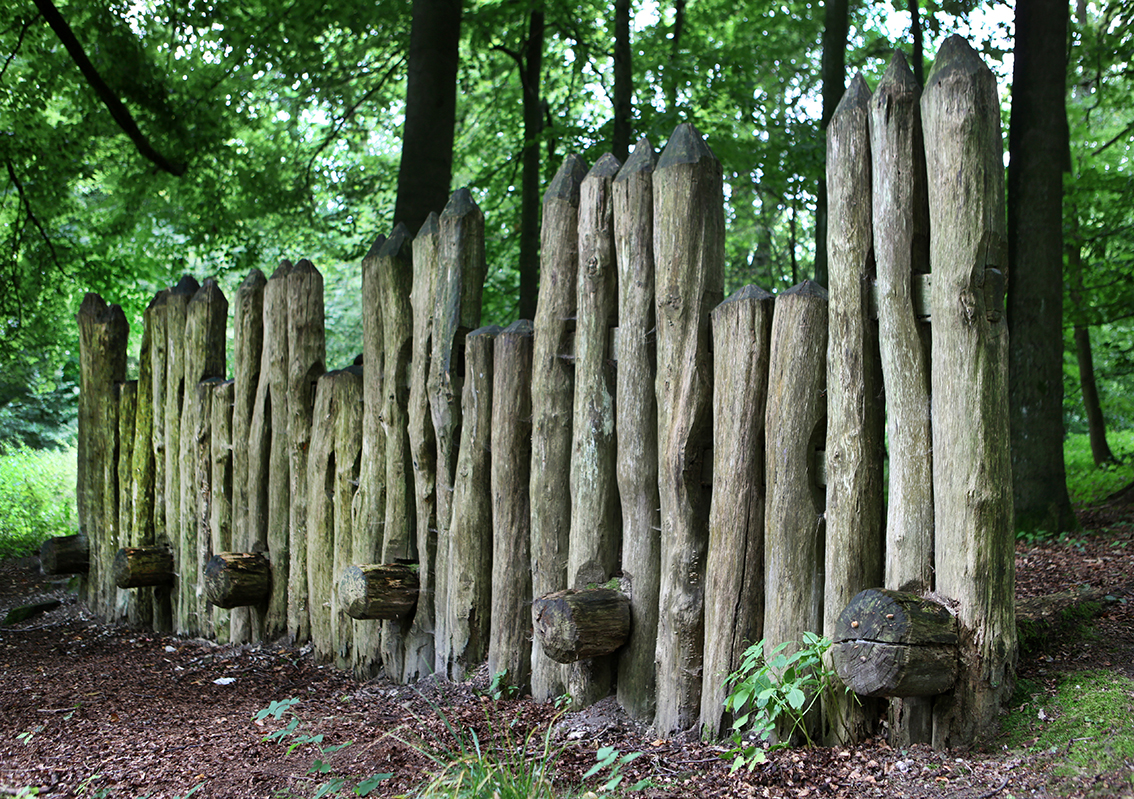
Gereconstrueerde wal Großer Hünenring
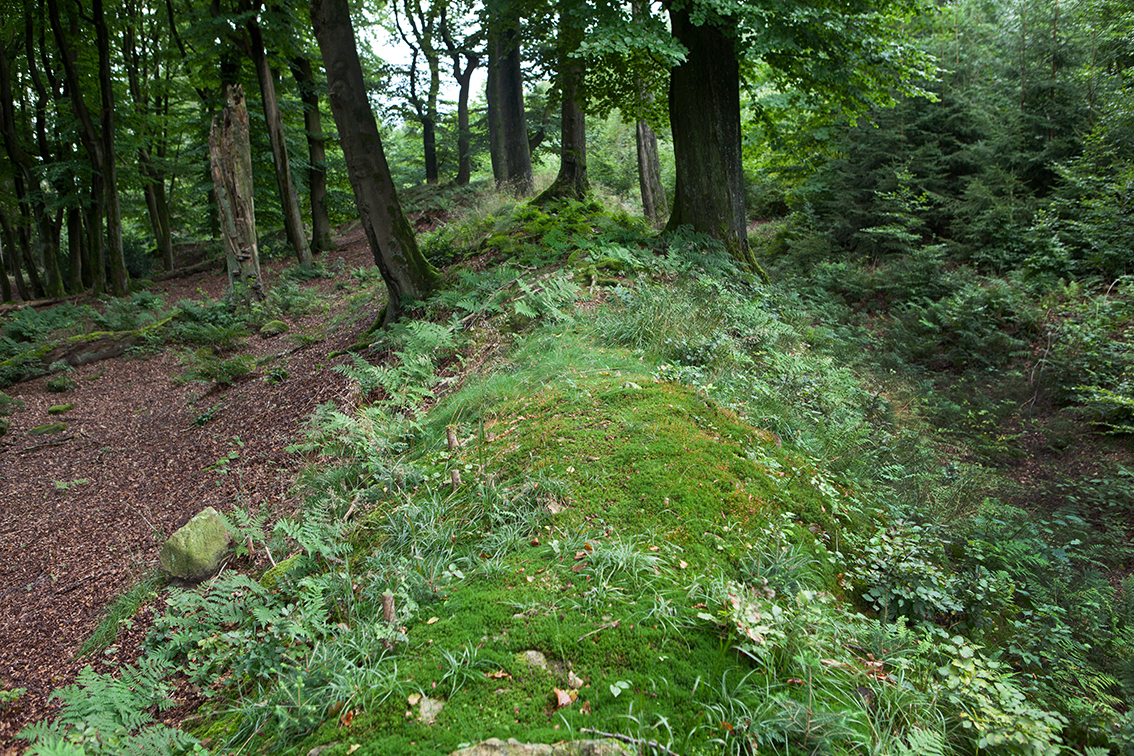
Muur Kleiner Hünenring (links het binnenste gedeelte van de wal)
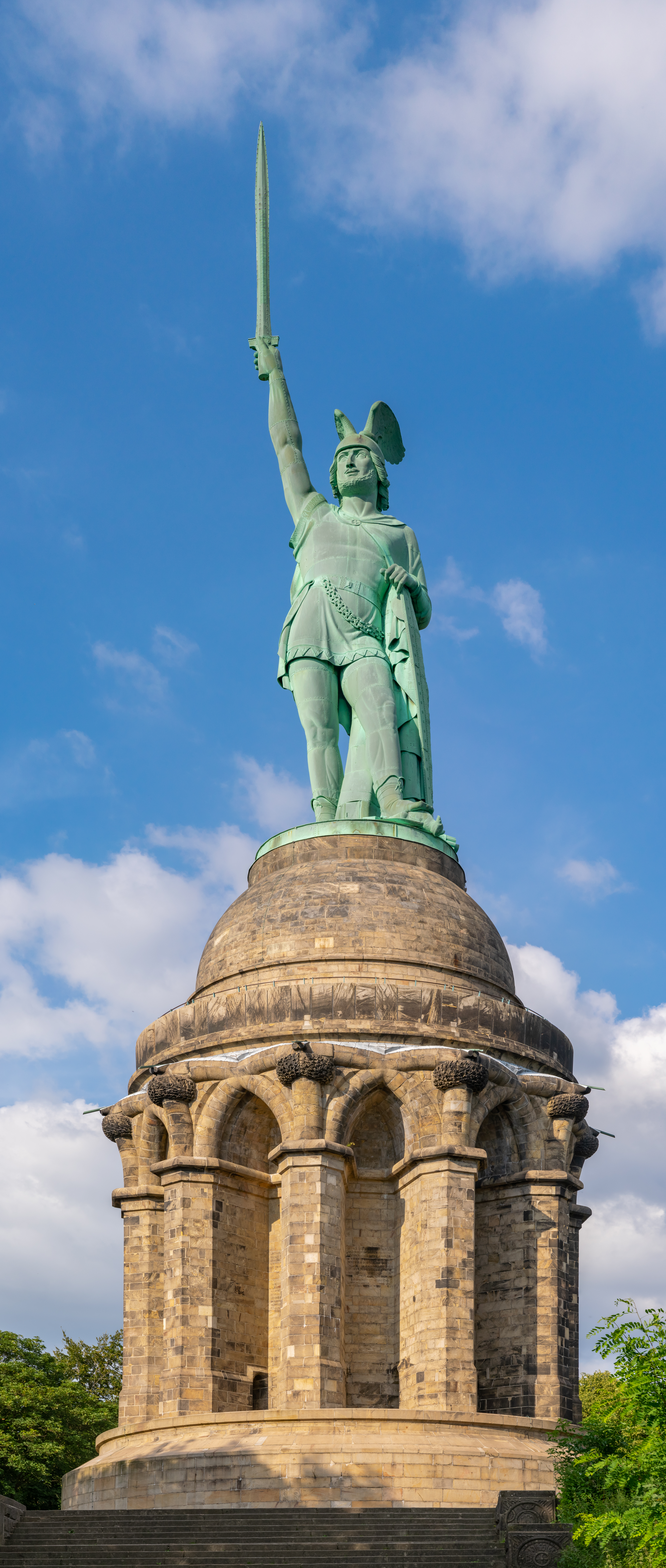
Hermannsdenkmal